# Arichel Hernández
Arichel Hernández Mora (20 settembre 1993) è un calciatore cubano, attaccante dell'Atlético Pantoja e della nazionale cubana.

## Carriera

### Club
Ad eccezione della stagione 2017-2018, in cui ha realizzato una rete in 14 presenze nella prima divisione panamense con l'Indep. La Chorrera, ha sempre giocato nella prima divisione cubana.

### Nazionale
Ha esordito in nazionale maggiore nel 2012; nel 2013 ha partecipato ai Mondiali Under-20, ed in seguito ha giocato anche con la nazionale Under-23. Nel 2015, nel 2019 e nel 2023 ha partecipato alla CONCACAF Gold Cup.

## Palmarès

### Club

#### Competizioni nazionali
- Campionato cubano: 2

Villa Clara: 2012, 2013